# Mermentau
Mermentau é uma vila localizada no estado americano de Luisiana, na Paróquia de Acádia.

## Demografia
Segundo o censo americano de 2000, a sua população era de 721 habitantes.
Em 2006, foi estimada uma população de 713, um decréscimo de 8 (-1.1%).

## Geografia
De acordo com o United States Census Bureau tem uma área de
5,9 km², dos quais 5,5 km² cobertos por terra e 0,4 km² cobertos por água. Mermentau localiza-se a aproximadamente 2 m acima do nível do mar.

## Localidades na vizinhança
O diagrama seguinte representa as localidades num raio de 20 km ao redor de Mermentau.